# Andromède XXV
Andromède XXV est une galaxie naine du Groupe local.